# Valle de Beit HaKerem

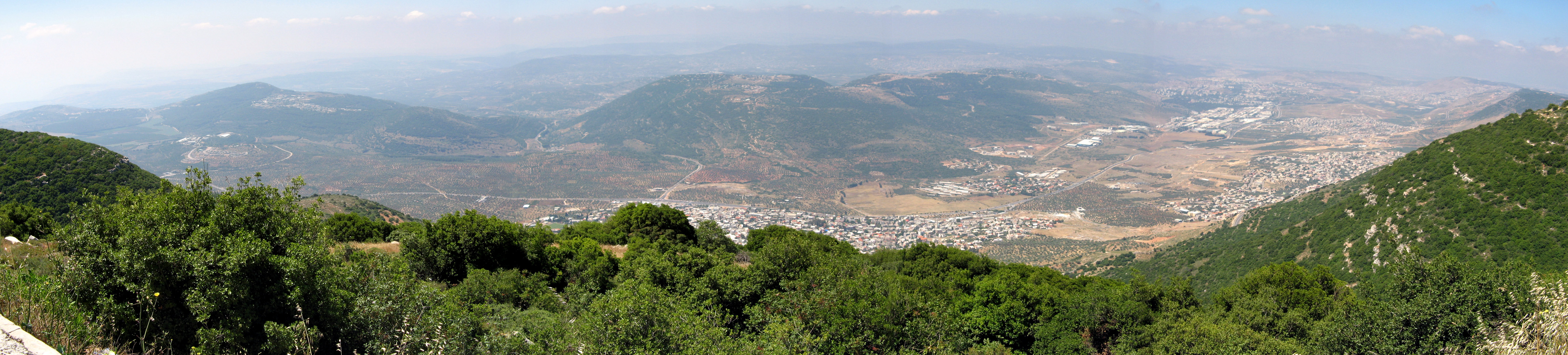
Panorama del valle de Beit HaKerem

El valle de Beit HaKerem (en hebreo: בקעת בית כרם‎, en árabe: الشاغور) es un valle en la región de la Galilea, al norte de Israel.
El valle es el rasgo divisorio entre la Alta Galilea, con montañas relativamente altas, y la Baja Galilea, al sur, con montañas más bajas.
Las cinco autoridades locales árabes (Bi'ina, Deir al-Asad, Majd al-Krum, Nahf y Rameh) y dos autoridades locales judías (Carmiel y Misgav) del valle de Beit HaKerem han formado un "clúster" de municipios que conecta a sus líderes para crear estrategias de desarrollo a largo plazo, mejorar el desarrollo económico y atraer y recibir fondos gubernamentales adicionales.